# IC 3941
IC 3941 је елиптична галаксија у сазвјежђу Ловачки пси која се налази на листи објеката дубоког неба у Индекс каталогу.
Деклинација објекта је + 39° 46' 24" а ректасцензија 12h 58m 13,8s. Привидна величина (магнитуда) објекта IC 3941 износи 15,7 а фотографска магнитуда 16,7. IC 3941 је још познат и под ознакама NPM1G +40.0304, PGC 3088023.